# Anna Śledziewska
Anna Śledziewska (ur. 16 lipca 1900 w Sosnowcu, zm. 14 września 1979 Warszawie) – polska artystka specjalizująca się w tkaninie artystycznej.

## Życiorys
W latach 1932–1939 była instruktorką tkactwa ludowego w spółdzielni Len Wileński. Po II wojnie światowej, od 1945 współpracowała z Biurem Nadzoru Estetyki Produkcji (BNEP) i spółdzielnią Cepelia. W tym samym roku rozpoczęła również pracę w warszawskiej Akademii Sztuk Pięknych, prowadząc Pracownię Tkaniny, związaną z Wydziałem Malarstwa. W 1956 roku uzyskała tytuł profesora ASP w Warszawie.
Wraz z innymi pedagogami i absolwentami warszawskiej uczelni współtworzyła tzw. polską szkołę tkaniny, która w latach 60. i 70. XX wieku zdobyła uznanie w Polsce i za granicą.
Specjalizowała się głównie w tkaninach żakardowych. Projektowała także gobeliny.
19 stycznia 1955 na wniosek Ministra Kultury i Sztuki została odznaczona Medalem 10-lecia Polski Ludowej.
Zmarła w Warszawie, pochowana na cmentarzu komunalnym Północnym (kwatera E-XII-4-10-3).

## Publikacje
- Tkanina polska, Wydawnictwo Arkady, Warszawa 1959 (współautorka).